# Citizen Cain
Citizen Cain is een Britse muziekgroep binnen het segment progressieve rock. De band werd in 1984 in Londen opgericht, maar vindt haar werkelijke basis in Schotland.
De eerste versie van de band werd opgericht door George Scott, bijnaam Cyrus. Ze kreeg enig toegang tot het clubcircuit met ook enkele optredens in de Marquee Club. Cyrus speelde tevens basgitaar, maar door een verkeersongeluk moest Cyrus de bas laten voor wat het was. Er werd nog wel gezocht naar een nieuwe bassist, maar die werd niet gevonden. In 1988 viel de band uit elkaar. Cyrus trok zicht terug naar geboortegrond Schotland. Daar maakte hij opnieuw kennis met een oude vriend Frank Kennedy, die een bandje om zich heen had verzameld, maar nog een zanger zocht. Citizen Cain kwam weer van de grond. Ze kreeg in eerste instantie voet aan de grond in Nederland. Nederland zag wel wat in deze band, die retro-progressieve rock speelde uit de oude tijden van Genesis, met als hun volgens Marillion. Het blad SI Music dat ook compact discs uitgaf, gaf vervolgens hun eerste album Serpents in camouflage uit. Gezien de gelijkenis met de muziek van Genesis en Marillion werd het omschreven als Selling England for a Jester’s Tear! een samentrekking van de albumtitels Selling England by the Pound (Genesis) en Script for a Jester's Tear (Marillion). Ook een tweede album verscheen bij dat platenlabel, voordat dat failliet ging. Citizen Cain verhuisde naar Cyclops Records en maakte personele wisselingen door. Er verschenen onregelmatig opnamen van de band. Voor het zesde album Skies darken zat een leemte van tien jaar. Daarna bracht Stewart Bell onder eigen naam twee albums uit. Hun toenmalige platenlabel begon aan een serie van heruitgaven van ouder en niet meer verkrijgbaar werk (SI Music en Cyclops staakten hun werkzaamheden al eerder).

## Leden
- Cyrus – zang, (basgitaar)
- Tim Taylor – gitaar (-1988)
- Gordon Feenie – drums en toetsinstrumenten (-1988)
- Stewart Bell – toetsinstrumenten (1991-)
- Frank Kennedy – gitaar (1991-1993)
- David Elam – basgitaar (1991-1993)
- Chris Colvin – drums (1991-1993)
- Nick Arkless - drums (1993-)
- Alsistair MacGregor - gitaar (1993-)
- Andy Gilmour - basgitaar (1993-)

## Discografie
- 1993: Serpents in camouflage
- 1995: Somewhere but yesterday
- 1996: Ghost dance
- 1997: Raising the stones
- 2002: Playing dead
- 2012: Skies darken
- 2014/2017: The antechamber of being (part 1 en 2)